# Турнище
Турнище (словен. Turnišče) — поселення в общині Турнище, Помурський регіон, Словенія. Висота над рівнем моря: 169,7 м.